# McDonald (Kansas)
McDonald es una ciudad ubicada en el condado de Rawlins en el estado estadounidense de Kansas. En el año 2010 tenía una población de 160 habitantes y una densidad poblacional de 320 personas por km².

## Geografía
McDonald se encuentra ubicada en las coordenadas 39°47′7″N 101°22′14″O / 39.78528, -101.37056 (39.785196, -101.370435).

## Demografía
Según la Oficina del Censo en 2000 los ingresos medios por hogar en la localidad eran de $30,139 y los ingresos medios por familia eran $32,083. Los hombres tenían unos ingresos medios de $23,125 frente a los $33,125 para las mujeres. La renta per cápita para la localidad era de $15,790. Alrededor del 11.8% de la población estaban por debajo del umbral de pobreza.